# Х 49 Сплит
Х49 Сплит је високо способна ваздухопловна хидро једрилица отворене класе, дрвене конструкције. Направљена је у Југославији (конструктивни биро Загреб) 1949–1953. године а намењена је за такмичења и постизања услова за дипломе једриличара. Била је амфибијска ваздухопловна једилица која је могла да слеће и полеће са травнатих и водених површина.

## Пројектовање и развој
Савезни одбор Ваздухопловног савеза Југославије расписао је 22. децембра 1948. године велики конкурс за ваздухопловне конструкције који је између осталог обухватио: клизаче, школске двоседе и хидроједрилице.
Знатно пре расписивања овог конкурса у Љубљани се увелико радило на хидро ваздухопловној једрилици КБ-3 Јадран која је завршена за Титов рођендан 1949. године, Зракопловни савез Хрватске (ЗСХ) је тек по објави конкурса донео одлуку да приступи пројектовању једне амфибијске ваздухопловне једрилице која ће моћи да слеће и полеће са травнатих писта и са водених површина. Циљ је био да се задовољи потреба аероклубова дуж јадранске обале и подстакао развој једриличарског спорта на том подручју с обзиром на изванредне природне погодности, коришћења ваздушних струјања дуж динарског масива а недостатку погодних терена за изградњу аеродрома у приобаљу. 
У конструкционом бироу ЗСХ у Загребу је формиран пројектантски тим под руководством Фрање Хрануелијем да направи нацрте за хидро једрилицу која је добила радни назив "Сплит". Када је техничка документација била готова у Радионици ЗСХ у Загребу је направљен прототип хидро једрилице Х 49 Сплит која је први пут полетела почетком 1953. године и то са сувог тла (класичног аеродрома). Једрилица је добила име према почетном слову презимена пројектанта (Х), године пројекта (49) и радног назива пројекта (Сплит). Жеља пројектаната је била да једрилица коју су пројектовали буде у отвореној класи високоспособних једрилица. Пошто се у то време као основни материјал за градњу једрилица користило дрво, највећи проблем је представљао труп једрилице који се правио у облику чуна од водоотпорног материјала са много тежом основном конструкцијом која је морала да савлада знатно већи отпор воде у односу на ваздух, тако да је тежина трупа представљала ограничавајући проблем.
Поред тога што је пројектовање и израда прототипа ове једрилице дуго трајала, дуго је трајао и процес тестирања и отклањања недостатака који су уочени при опитовању, тако да је оперативно коришћење ове једрилице почело тек 1955. године

### Технички опис
Слободно носеће крило код једрилице Х 49 Сплит је постављено на горњу ивицу трупа па је тако добијена летелица клсификована као висококрилни моноплан. Труп једрилице је био чунастог облика. Носећа конструкција је направљена од дрвета а облога је од водоотпорног шпера. Кљун једрилице има облик бродског прамца. Дно трупа, онај део који се налази у води за време пловидбе, је направљен каскадно што омогућава лако одвајање од воде у тренутку полетања једрилице. На подводном делу трупа је уграђено кормило што знатно олакшава кормањење једрилицом за време плутања, тегљења, слетања и полетања са воде. Труп се иза крила нагло сужава и диже према репу. На кљуну је била смештена једноседа пилотска кабина са поклопцем од плексигласа из два дела (фиксни и отварајући) који се отварао у страну. Поклопац је био опремљен специјалним оковом који је омогућио одбацивање поклопца у случају ванредне опасности. Положај кабине и пилота у њој обезбеђују добру прегледност. Кабина једрилице је била опремљена сетом инструмената за дневно летење. 
Стајни трап једрилице се састоји од клизача са амортизерима за слетање на травнати терен и еластичне дрљаче испод репа једрилице.
Крила имају изразиту форму галебових крила, тако да су крајеви крила знатно подигнута изнад воде. Крила су дрвене конструкције облога од шпера и имају трапезаст облик са кружним завршетком. Крилца су дводелна. Крила су опремљена Hutter аеродинамичким кочницама а на крајевима имају увлачеће пловке који обезбеђују већу стабилност једрилице на узбурканом мору. Конструкција хоризонталног и вертикалног стабилизатора као и кормила били су изведени као и крило, стим што је хоризонтални стабилизатор подигнут на отприлике половини висине вертикалног ставилизатора како би био заштићен од таласа или воде при полетању.

## Карактеристике
Карактеристике наведене овде се односе на једрилицу Х49 Сплит а према изворима
| Финеса      | 1 : 28,2 при брзини 73,5 km/h |
| Перформансе | - максимална брзина 220 km/h - минимална брзина 60 km/h - минимално пропадање 0,65 m/s при брзини 60,3 km/h                                                              |
| Димензије   | - размах крила 18,5m - дужина 7,8 m - висина m - површина крила 17,6m² - аеропрофил крила: корен NACA 2415, врх N-71 - виткост 19,5 - макс. оптеречење крила; 19,03kg/m² |
| Маса        | - сопствена 245 kg - носивост 90 kg - полетна 335 kg - водени баланс; нема                                                                                               |

## Оперативно коришћење
Једрилица Х49 Сплит је изграђена само у једном примерку као прототип јер кад су завршена испитивања ниједан аероклуб није био заинтересован за њу па није било ни серијске производње исте.

## Сачувани примерци
Ова једрилица која је била уникат није сачувана.